# Olgaea lanipes
Olgaea lanipes là một loài thực vật có hoa trong họ Cúc. Loài này được (C.Winkl.) Iljin mô tả khoa học đầu tiên năm 1922.